# Antoine Bord
Pour les articles homonymes, voir Bord.
Jean-Denis Antoine Bord (né à Toulouse le 13 octobre 1814, et mort à Paris le 5 mars 1888) est un facteur de pianos français.
Fils d'un boulanger toulousain, il s'installe à Paris en 1843 après avoir créé sa manufacture de piano en 1840 et produit 1 200 modèles de pianos originaux, améliorant la barre d'harmonique en la rendant indépendante du sommier, et déposant le brevet no 689 le 25 octobre 1858 pour une mécanique dite de « piano-parisien ».
En 1882, il invente le sillet sans agrafes.
Le 26 septembre 1883, le ministre du commerce de l'époque, Anne-Charles Hérisson, lui décerne la croix de la Légion d'honneur.
Les pianos A. Bord sont très prisés à l'époque, si bien que l'an 1900, 3 000 pianos sortent de l'usine de Saint-Ouen, dépassant la production, en nombre, de pianos de marque comme Érard, Gaveau et même Pleyel.